# Maria Sozańska
Maria Jolanta Sozańska – polska inżynier, profesor nauk technicznych, profesor Politechniki Śląskiej, specjalność naukowa: nauka o materiałach.

## Życiorys
W 1989 ukończyła na Politechnice Śląskiej studia na kierunku inżynieria materiałowa. Uzyskała stopień naukowy doktora. W 2006 na Wydziale Inżynierii Materiałowej i Metalurgii Politechniki Śląskiej na podstawie dorobku naukowego oraz pracy pt. Niszczenie wodorowe typu „rybie oczy” wybranych stali dla energetyki otrzymała stopień doktora habilitowanego nauk technicznych w dyscyplinie inżynieria materiałowa. W 2019 prezydent RP nadał jej tytuł profesora nauk technicznych.
Została profesorem Politechniki Śląskiej w Wydziale Inżynierii Materiałowej w Katedrze Zaawansowanych Materiałów i Technologii. Była prodziekanem tego wydziału.
Weszła w skład zarządu Polskiego Towarzystwa Mikroskopii.
Wybraną ją na członka Rady Doskonałości Naukowej I kadencji.

## Odznaczenia
- Srebrny Krzyż Zasługi (2005)[3]